# Werner Lamby
Werner Johann Lamby (* 1. Oktober 1924 in Oberwörresbach; † 21. März 2015 in Bonn) war ein deutscher Beamter und Manager.

## Wirken
Lamby promovierte 1948 an der juristischen Fakultät der Universität Heidelberg. Er war Mitglied der CDU. In den 1960er Jahren war er als Ministerialrat im Bundesministerium für wirtschaftliche Zusammenarbeit tätig. Er war von 1966 bis 1967 Präsident des UN-Welternährungsprogramms.
1968 wurde Lamby im Bundesfinanzministerium zum Ministerialdirektor ernannt. In den frühen 1970er Jahren war er dort für die Industriebeteiligungen des Bundes unter Bundesfinanzminister Alex Möller zuständig. Von der Bundesregierung aus war er bis Mitte 1974 in den Aufsichtsrat der Saarbergwerke entsandt. Zwischen 1974 und 1990 fungierte Lamby zunächst als Mitglied, dann als Sprecher und zuletzt als Vorsitzender des Vorstands des bundeseigenen Strom- und Aluminiumkonzerns VIAG AG; er blieb anschließend der Gesellschaft bis 1995 als Mitglied des Aufsichtsrats verbunden.
Lamby war von 1993 bis 1999 Ehrenpräsident der Deutschen Gesellschaft für Auswärtige Politik und ist der Vater des TV-Journalisten und Produzenten Stephan Lamby.